# Rhithrogena undulata
Rhithrogena undulata is een haft uit de familie Heptageniidae. De wetenschappelijke naam van de soort is voor het eerst geldig gepubliceerd in 1924 door Banks.
De soort komt voor in het Nearctisch gebied.